# Das Glöcklein unterm Himmelbett
Das Glöcklein unterm Himmelbett ist ein deutsches Filmlustspiel im Gewand eines erotischen Liebesreigen aus dem Jahre 1970 von Hans Heinrich mit Hansi Kraus in einer der Hauptrollen.

## Handlung
Die Geschichte spielt im altbayerisch-dörflichen Ambiente des Jahres 1912. Handlungsort ist ein Dorf, das von einer Fülle skurriler Typen bevölkert wird. Bürgermeister Kloiber ist der Vorstand des örtlichen Tugend- und Jungfernbundes. Seine zweite Ehefrau hat ihm den erhofften Stammhalter bisher nicht geschenkt, und daher kommt man auf die Idee, das gemeinsame Ehebett vom ortsansässigen Pater segnen zu lassen. Prompt wird sie wenig später schwanger. Franziska Kloiber, des Bürgermeisters Tochter, hat sich zwar in den Jäger Martin Stadler verliebt, soll aber auf Wunsch des Vaters probeweise einen reichen Bauernburschen zur Begattung an sich ranlassen. Urschl Kranzeder wiederum, Kloibers Magd, tauscht daraufhin mit Franziska das Bett, damit sie in der Probenacht endlich selbst zum Zug und dadurch an den gewünschten Liebhaber kommt. Prompt wird sie geschwängert.
Die Kellnerin Wally wiederum ist ein äußerst loses Frauenzimmer, die bereits 16 Männer an sich rangelassen hat. Nun muss ein Amtsrichter klären, wer der Vater ihres Sohnes ist. Kurzerhand verurteilt der Jurist alle 16, fortan die anstehenden Unterhaltszahlung gemeinsam zu leisten. 
Düngemittelvertreter Emil Giesecke aus Neuruppin, die einzige preußische Type in diesem „amoralischen Sumpf“, ist auf der Suche nach einer weißblauen Einheimischen, weil er sich dadurch bessere Chancen beim Abschluss von Geschäften vor Ort erhofft. Da trifft es sich gut, dass die bauernschlauen Bajuwaren ihre Wally haben, die sie dem „Saupreiß“, der glaubt, sie sei eine Unschuld vom Lande, unterjubeln können. Wally ist somit sittsam verheiratet, und die 16 widerwilligen Unterhaltszahler aus dem Schneider. Und da ist schließlich der schlitzohrige, junge Ludwig Steinbeißer, der ebenfalls Interesse an Franziska zeigt und diese auch sofort verführt. Damit tut er es dem Martin gleich, denn der hat soeben an einem alten Brauch teilgenommen: Demzufolge wird am Hochzeitstag die zu verehelichende Braut vor der Trauung versteckt, und Martin, der Schlawiner, hat diese Gelegenheit ausgenutzt, um noch schnell einmal fremdzugehen, ehe er mit Franziska vermählt wird. So schließt sich der bayerische Reigen…

## Produktionsnotizen
Das Glöcklein unterm Himmelbett wurde in Bayern gedreht. Die Uraufführung fand am 25. Dezember 1970 statt. 
Helmut Gassner entwarf die Bauten.

## Kritik
Im Lexikon des Internationalen Films heißt es: „Als altbayerischer Bilderbogen angelegt, präsentiert der Film in erster Linie Liederlichkeiten und religiös garnierte Zweideutigkeiten.“

## Einzelnachweis
1. ↑  Das Glöcklein unterm Himmelbett. In: Lexikon des internationalen Films. Filmdienst, abgerufen am 2. März 2017.